# Miasta Eswatini
Według danych oficjalnych pochodzących z 2005 roku Eswatini posiadało ponad 20 miast o ludności przekraczającej 1 tys. mieszkańców. Stolica kraju Mbabane znajduje się na drugim miejscu, Manzini jako jedyne miasto liczyło ponad 100 tys. mieszkańców; 1 miasto z ludnością 50÷100 tys.; 1 miast z ludnością 10÷50 tys. oraz reszta miast poniżej 10 tys. mieszkańców.

## Największe miasta w Eswatini
Największe miasta w Eswatini według liczebności mieszkańców (stan na 01.01.2005):
| L.p. | Miasto     | Dystrykt   | Liczba ludności |
| ---- | ---------- | ---------- | --------------- |
| 1.   | Manzini    | Manzini    | 110 537         |
| 2.   | Mbabane    | Hhohho     | 76 218          |
| 3.   | Big Bend   | Lubombo    | 10 342          |
| 4.   | Malkerns   | Manzini    | 9 724           |
| 5.   | Nhlangano  | Shiselweni | 9 016           |
| 6.   | Mhlume     | Lubombo    | 8 652           |
| 7.   | Hluthi     | Shiselweni | 6 763           |
| 8.   | Simunye    | Lubombo    | 6 512           |
| 9.   | Siteki     | Lubombo    | 6 152           |
| 10.  | Piggs Peak | Hhohho     | 5 750           |

## Alfabetyczna lista miast w Eswatini
- Bhunya
- Big Bend
- Bulembu
- Hlatikulu
- Hluthi
- Kubuta
- Kwaluseni
- Lavumisa
- Lobamba
- Malkerns
- Mankayane
- Manzini
- Mbabane
- Mhlambanyatsi
- Mhlume
- Mondi
- Mpaka
- Ngomane
- Ngwenya
- Nhlangano
- Nsoko
- Piggs Peak
- Sidvokodvo
- Simunye
- Siteki
- Tabankulu
- Tjaneni
- Vuvulane